# 帕拉欣科韋
52°2′54″N 33°50′0″E / 52.04833°N 33.83333°E
帕拉欣科韋（烏克蘭語：Палащенкове）是位於烏克蘭東北部的村莊，由蘇梅州紹斯特卡區的赫盧希夫市鎮負責管轄。該村處於克列姆利亞河畔，距離多羅申科韋0.5公里，海拔高度183米，2001年人口16。